# Chinese Box
Chinese Box è un film del 1997 diretto da Wayne Wang.

## Trama
La vicenda ha luogo ad Hong Kong tra i primi mesi del 1997 e la storica data del 30 giugno dello stesso anno nella quale si concluse il periodo di controllo britannico del territorio, che tornò così alla Repubblica Popolare Cinese dopo 156 anni.
John è un corrispondente inglese ormai da diversi anni stabilmente occupato ad Hong Kong. Ama Vivian, una bellissima donna cinese, che però è sentimentalmente impegnata con Chang, un ricco uomo d'affari, proprietario del locale nel quale lei fa la barista.
Quando scopre di essere affetto da una leucemia che gli lascerà pochi mesi di vita, John capisce ancora di più quanto sia importante Vivian per lui.
A questa storia principale si intrecciano la bella amicizia con Jim, un simpatico fotoreporter, e la casuale conoscenza di Jean, un'eccentrica ragazza con una vistosa cicatrice sul viso, che stuzzica la sua curiosità al punto di arrivare a pagarle un'intervista per conoscerne tutta la sua storia. La ragazza accetta ma anziché farsi intervistare si filma in una specie di confessione nella quale racconta una drammatica storia di violenza infantile che però non convince pienamente John. Indagando più a fondo su Jean, John scopre che questa fu al centro di un fatto di cronaca quando tentò di suicidarsi per amore. L'amore per un inglese contrastato dai genitori di lui e traumaticamente interrotto. In questa sua indagine John viene a sapere per caso quello che forse aveva sempre sospettato ma mai voluto scoprire. La sua Vivian in passato è stata una accompagnatrice di alto bordo. Dopo una scenata nel locale di Chang, che umilia lei... ma soprattutto lui, John capisce di aver buttato al vento le ultime possibili chance di riprendersi la donna che ama. Vivian, a sua volta, non è felice e messo alla prova Chang, capisce che questi, che pure la ricopre di attenzioni e di regali, non la sposerà mai relegandola per sempre ad un ruolo di amante che già da tempo le sta stretto.
Vivian così si riavvicina a John che però si mostra strano e scostante pur non potendo negare di essere sempre innamorato di lei. A chiarire lo strano comportamento di John sarà Jim, che scopre casualmente la malattia dell'amico, che da parte sua non avrebbe mai voluto informare le persone più care per poter vivere il tempo restante senza essere trattato da malato.
Vivian e John possono così finalmente unirsi, senza ipocrisie né segreti da ambo le parti, e vivere una "luna di miele" purtroppo senza futuro. Infatti mentre il Regno Unito lascia alla Cina una Hong Kong, prospera e moderna, così John morendo lascia Vivian sola, ma ormai emancipata.

## Produzione
Il film è una coproduzione internazionale franco-nippo-statunitense che ha coinvolto 4 case di produzione: Canal+, NDF International, Pony Canyon e WW Productions Inc. È stato girato interamente ad Hong Kong.
Nel 2007 Wang ha presentato un director's cut del film al Festival del cinema di Hof.

## Distribuzione
È stato presentato in anteprima mondiale il 4 settembre 1997, alla Mostra Internazionale del Cinema di Venezia. Il 9 settembre è stato presentato al Toronto International Film Festival.

## Riconoscimenti
- 1997 - Festival di Venezia
  - Osella d'oro per la colonna sonora di Graeme Revell
  - Nomination Leone d'oro a Wayne Wang
- 1997 - Valladolid International Film Festival
  - Espiga de oro al miglior film a Wayne Wang